# Municipio de Center (Míchigan)
El municipio de Center (en inglés: Center Township) es un municipio ubicado en el condado de Emmet en el estado estadounidense de Míchigan. En el año 2010 tenía una población de 568 habitantes y una densidad poblacional de 6,22 personas por km².

## Geografía
El municipio de Center se encuentra ubicado en las coordenadas 45°35′48″N 84°55′12″O / 45.59667, -84.92000. Según la Oficina del Censo de los Estados Unidos, el municipio tiene una superficie total de 91.32 km², de la cual 88,83 km² corresponden a tierra firme y (2,73 %) 2,49 km² es agua.

## Demografía
Según el censo de 2010, había 568 personas residiendo en el municipio de Center. La densidad de población era de 6,22 hab./km². De los 568 habitantes, el municipio de Center estaba compuesto por el 89,44 % blancos, el 0,35 % eran afroamericanos, el 6,34 % eran amerindios, el 0,53 % eran asiáticos y el 3,35 % eran de una mezcla de razas. Del total de la población el 1,41 % eran hispanos o latinos de cualquier raza.